# Bohemian Football Club 2010
Questa voce raccoglie le informazioni riguardanti il Bohemian Football Club nelle competizioni ufficiali della stagione 2010.

## Rosa
| N. |                      | Ruolo | Calciatore       |
| -- | -------------------- | ----- | ---------------- |
|    | Irlanda (bandiera)   | P     | Barry Murphy     |
|    | Australia (bandiera) | P     | Chris O'Connor   |
|    | Irlanda (bandiera)   | D     | Owen Heary       |
|    | Irlanda (bandiera)   | D     | Jason McGuinness |
|    | Irlanda (bandiera)   | D     | Ken Oman         |
|    | Irlanda (bandiera)   | D     | Conor Powell     |
|    | Irlanda (bandiera)   | D     | Mark Rossiter    |
|    | Irlanda (bandiera)   | D     | Steven Gray      |
|    | Irlanda (bandiera)   | C     | Killian Brennan  |
|    | Irlanda (bandiera)   | C     | Glenn Cronin     |

| N. |                             | Ruolo | Calciatore       |
| -- | --------------------------- | ----- | ---------------- |
|    | Irlanda (bandiera)          | C     | Brian Shelley    |
|    | Irlanda (bandiera)          | C     | Anto Murphy      |
|    | Irlanda (bandiera)          | C     | Paul Keegan      |
|    | Irlanda (bandiera)          | C     | Aaron Greene     |
|    | Irlanda del Nord (bandiera) | C     | Ruaidhri Higgins |
|    | Irlanda (bandiera)          | C     | Gareth McGlynn   |
|    | Irlanda (bandiera)          | A     | Jason Byrne      |
|    | Irlanda (bandiera)          | A     | Paddy Madden     |
|    | Irlanda (bandiera)          | A     | Rafael Cretaro   |
|    | Irlanda (bandiera)          | A     | Mark Quigley     |

## Risultati

### Campionato
| Arbitro: | Tomney |

|                    |           |  |
| Brennan 34’ (rig.) | Marcatori |  |

| Arbitro: | Connolly |

|                   |           |                       |
| Bolger 56’ (rig.) | Marcatori | 81’ Byrne 82’ Cretaro |

| Arbitro: | Doyle |

|                                 |           |                                      |
| Crowley 64’ Kendrick 75’ (rig.) | Marcatori | 32’ 87’ Byrne 88’ McGlynn 90’ Madden |

| Dublino 26 marzo 2010, ore 20:45 CEST 4ª giornata | Bohemians | 0 – 0 referto | Sligo Rovers | Dalymount Park (2.232 spett.)\| Arbitro: \| Kelly \| |
| Arbitro:                                          | Kelly     |               |              |                                                      |

| Arbitro: | Tomney |

|  |           |                              |
|  | Marcatori | 13’ (aut.) Doyle 86’ Brennan |

| Arbitro: | McKeon |

|           |           |             |
| Byrne 48’ | Marcatori | 19’ Faherty |

| Arbitro: | Kelly |

|             |           |  |
| Dennehy 38’ | Marcatori |  |

| Arbitro: | Hancock |

|                       |           |                                       |
| Cretaro 22’ Byrne 76’ | Marcatori | 16’ 51’ Sheppard 90’ (rig.) O'Donnell |

| Arbitro: | McKeon |

|              |           |  |
| Hatswell 77’ | Marcatori |  |

| Arbitro: | Buttimer |

|  |           |                        |
|  | Marcatori | 37’ Keegan 42’ McGlynn |

| Dublino 30 aprile 2010, ore 20:45 CEST 11ª giornata | Bohemians | 0 – 0 referto | UCD | Dalymount Park (1.359 spett.)\| Arbitro: \| Kelly \| |
| Arbitro:                                            | Kelly     |               |     |                                                      |

| Arbitro: | Winter |

|             |           |  |
| Higgins 90’ | Marcatori |  |

| Arbitro: | Buttimer |

|               |           |                       |
| Blinkhorn 58’ | Marcatori | 33’ Byrne 84’ Quigley |

| Arbitro: | Tomney |

|                           |           |  |
| Madden 9’ 14’ Brennan 50’ | Marcatori |  |

| Arbitro: | Hancock |

|                                     |           |              |
| Doyle 39’ S. Byrne 40’ P. Byrne 41’ | Marcatori | 11’ J. Byrne |

| Dublino 29 maggio 2010, ore 14:00 CEST 16ª giornata | Bohemians | 0 – 0 referto | Shamrock Rovers | Dalymount Park (3.000 spett.)\| Arbitro: \| McKeon \| |
| Arbitro:                                            | McKeon    |               |                 |                                                       |

| Arbitro: | Buttimer |

|                               |           |                |
| O'Donnell 19’ (rig.) King 74’ | Marcatori | 70’ 75’ Madden |

| Arbitro: | Kelly |

|                                    |           |  |
| Madden 50’ Higgins 86’ McGlynn 90’ | Marcatori |  |